# John Hervey, I conte di Bristol
John Hervey, primo conte di Bristol (Bury St Edmunds, 27 agosto 1665 – Ickworth, 20 gennaio 1751), è stato un politico inglese.

## Biografia
Era il figlio di Thomas Hervey, e di sua moglie, Isabella May. Frequentò il Clare College.

## Carriera
Ha ricoperto la carica di membro del Parlamento per Bury St. Edmunds (1694-1703). Fu creato barone Hervey di Ickworth, il 23 marzo 1703, su volere della duchessa di Marlborough.
Nell'ottobre 1714 è stato creato conte di Bristol come ricompensa per il suo zelo nel promuovere i principi della rivoluzione e sostenere la successione degli Hannover.

## Matrimoni

### Primo matrimonio
Sposò, il 1 novembre 1688 a Londra, Isabella Carr (20 gennaio 1680-7 marzo 1693), figlia di Robert Carr. Ebbero tre figli:
- Isabella Hervey (1689-1711)
- Carr Hervey (17 settembre 1691-15 novembre 1723)
- Catherine Hervey (7 marzo 1693)

### Secondo matrimonio
Sposò, il 25 luglio 1695 a Boxted Hall, Elizabeth Felton (18 dicembre 1676-1 maggio 1741), figlia di e co-erede di Thomas Felton. Ebbero diciassette figli:
- John Hervey, II barone Hervey (15 ottobre 1696-5 agosto 1743);
- Lady Elizabeth Hervey (9 dicembre 1698-1727), sposò Bussy Mansel, non ebbero figli;
- Thomas Hervey (20 gennaio 1699-16 gennaio 1775), sposò Anne Coghlan, ebbero un figlio;
- William Hervey (25 dicembre 1699-gennaio 1776), sposò Elizabeth Ridge, ebbero una figlia;
- Henry Hervey (5 gennaio 1701-16 novembre 1748), sposò Catherine Aston, ebbero due figli;
- Charles Hervey (5 aprile 1703-21 marzo 1783), sposò Martha Maria Howard, non ebbero figli;
- Henrietta Hervey (5 aprile 1703-aprile 1712);
- un figlio (6 luglio 1704);
- James Porter Hervey (24 giugno 1706-agosto 1706);
- Lady Anne Hervey (1707-15 luglio 1771);
- Lady Barbara Hervey (1707-25 luglio 1727);
- Humphrey Hervey (3 giugno 1708);
- Felton Hervey (3 luglio 1710-16 luglio 1710);
- Felton Hervey (1712-1773), sposò Dorothy Ashley, ebbero tre figli;
- James Hervey (5 marzo 1713-maggio 1714);
- Lady Louisa Carolina Isabella Hervey (1715-11 maggio 1770), sposò Robert Smyth, non ebbero figli;
- Lady Henrietta Hervey (25 settembre 1716-1732).

## Morte
Morì il 20 gennaio 1751.